# Kleppen

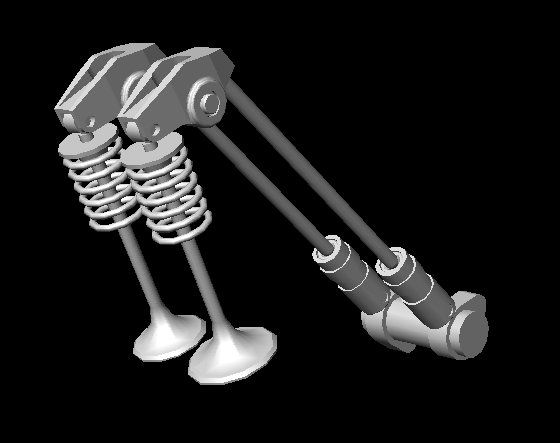
Kleppen met tuimelaars, stoterstangen, nokvolgers en onderliggende nokkenas

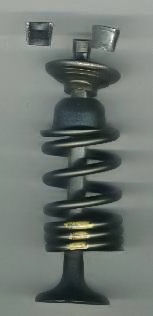
Klep met klepveer, klepschotel en klepspieën

Kleppen in een verbrandingsmotor zorgen voor het inlaten van het brandstof/luchtmengsel, of de lucht (bij dieselmotoren) en het afvoeren van verbrandingsgassen uit de cilinders.
De inlaatklep zorgt ervoor dat een nieuw brandstof/luchtmengsel, of verse lucht (bij dieselmotoren), in de cilinder aangezogen kan worden. Inlaatkleppen staan open tijdens de inlaatslag.
De uitlaatklep zorgt ervoor dat verbrandingsgassen uit de cilinder afgevoerd worden door de opgaande beweging van de zuiger tijdens de uitlaatslag.
De kleppen bevinden zich doorgaans in de cilinderkop. In oudere motoren heeft iedere cilinder één inlaat- en één uitlaatklep, bij moderne motoren zijn er meestal twee inlaatkleppen en twee uitlaatkleppen per cilinder. Cilinderkoppen van oudere motoren waren vaak van hard gietijzer, moderne motoren hebben doorgaans koppen van het zachtere aluminium. Om het inslaan van de kleppen in de relatief zachte cilinderkop te voorkomen worden er ringen, klepzetels, in de cilinderkop geperst, gemaakt van speciaal gehard staal (inconel of Stellite).
De kleppen worden direct of indirect geopend door de nokkenas en gesloten door veren. Moderne motoren hebben meestal een bovenliggende nokkenas, waardoor hogere toerentallen mogelijk zijn (zie verder) dan bij motoren met een onderliggende nokkenas. Ook is de bediening door het ontbreken van stoterstangen nauwkeuriger. Sommige motoren hebben een aparte nokkenas voor de inlaatkleppen en een voor de uitlaatkleppen (dubbele bovenliggende nokkenas).
In het verleden (eind 19e eeuw en begin 20e eeuw) werd de inlaatklep vaak geopend door de onderdruk in de motor tijdens de inlaatslag. Men sprak dan van een snuffelklep.
Het aantal kleppen van een motor wordt meestal aangeduid met de kleine letter 'v' van het Engelse valve, wat klep betekent.

## Verband tussen het kleppenmechanisme en het toerental
Als men het motorvermogen wil vergroten kan men het toerental verhogen maar door vertraging in het sluiten van de kleppen krijgen deze niet meer voldoende tijd om te openen en te sluiten en gaan 'zweven'. Dit beperkt het toerental. De vertraging is evenredig met de massa van de kleppen. De versnelling die de te bewegen onderdelen moeten krijgen is groter dan de valversnelling, men kan dus niet steunen op de zwaartekracht. De massa van de door de veer te bewegen onderdelen moet dus zo klein mogelijk zijn, of nog beter, er moeten zo weinig mogelijk onderdelen door de veren bediend worden.
Mogelijkheden:
- Een bovenliggende nokkenas, er is geen stoterstang en doorgaans ook geen tuimelaars.
- Meer kleppen gebruiken. Voor eenzelfde doorstroomoppervlakte, van de aangezogen lucht (of mengsel) en verbrandingsgassen, is de massa van de kleppen kleiner naarmate er meer zijn. De doorstroom oppervlakte is evenredig met de omtrek van de klepschotel, dus evenredig met de afmeting. Terwijl de massa (voor gelijkvormige kleppen) evenredig is met het volume, dus de derde macht van de afmeting. Als men dus twee dezelfde kleppen gebruikt, verdubbelt de doorstroomoppervlakte en verdubbelt de massa. Als men dus de doorstroomoppervlakte wil verdubbelen met één grotere (gelijkvormige) klep dan moet men de afmeting van die klep verdubbelen, maar de massa zou dan vermenigvuldigd worden met acht. Eén grotere klep heeft dus een grotere massa dan meerdere kleine (voor dezelfde doorstroomsectie).
- Desmodromische klepbediening: de kleppen worden ook door nokken gesloten.

## Klepspeling
Doordat de kleppen erg heet worden, vooral de uitlaatkleppen, zetten ze uit en de klepsteel wordt langer. Om die verlenging te compenseren moet er een kleine ruimte aanwezig zijn tussen de bovenkant van de klepsteel en de tuimelaar, of, in het geval van bovenliggende nokkenas, tussen de nok op de nokkenas en de nokvolger; de klepspeling. Bij oudere motoren moest deze klepspeling regelmatig gecontroleerd en afgesteld worden. Moderne motoren hebben hydraulische nokvolgers die met oliedruk automatisch compenseren voor veranderende klepsteellengte.
Voor een beter warmtetransport is de klepschotel en de klepsteel soms gemaakt van een verschillende legering. Soms is de klep hol en voor 60% gevuld met natrium.

## Andere systemen
- Pneumatische klepbediening: een systeem dat onder andere is toegepast in Formule 1-motoren.
- Hydraulische klepbediening: een niet ongebruikelijk systeem bij langzaam lopende dieselmotoren, zoals scheepsdiesels.

## Tweetakt - viertakt
Kleppen komen niet bij alle verbrandingsmotoren voor. Viertaktmotoren hebben altijd kleppen. Bij een tweetaktmotor en een wankelmotor zorgt de zuiger meestal voor het afsluiten van de verbrandingsruimte.
Er bestaan ook tweetaktmotoren met inlaat reedkleppen en met roterende inlaat. Er bestaan ook tweetaktdieselmotoren met kleppen.